# Höje
Höje är en ort i Norra Råda socken i Hagfors kommun, Värmlands län, belägen vid östra stranden av Klarälven norr om Munkfors och Mjönäs mittemot Västra Skymnäs. SCB klassade Höje som småort 1995.